# Rivière Ménard
Pour les articles homonymes, voir Ménard.
La rivière Ménard est un affluent de la rivière Wawagosic, coulant dans la municipalité de Eeyou Istchee Baie-James (municipalité), dans la région administrative du Nord-du-Québec, au Québec, au Canada. Le cours de la rivière Ménard traverse successivement les cantons de Lemaire et de Brabazon.
La foresterie constitue la principale activité économique du secteur ; les activités récréotouristiques, la seconde. La zone est desservie par quelques routes forestières secondaires.
La surface de la rivière est habituellement gelée de la fin novembre à la fin avril, toutefois la circulation sur la glace se fait en sécurité généralement du début de décembre à la mi-avril.

## Géographie
Les bassins versants voisins de la rivière Ménard sont :
- côté Nord : rivière Wawagosic, rivière Turgeon, ruisseau Obakamigacici, rivière Kadabakato ;
- côté Est : rivière de la Perdrix, rivière Angle, rivière Harricana ;
- côté Sud : lac Turgeon, rivière Kadabakato, rivière Wawagosic ;
- côté Ouest : rivière Boivin, ruisseau Orfroy, ruisseau Hal, rivière Patten.

La rivière Ménard prend sa source à l'embouchure d'un lac Jos-Doire (longueur : 0,5 km ; altitude : 354 m) dans le canton de Lemaire lequel est entouré de zones de marais. Ce lac est situé à :
- 1,0 km au sud-ouest du sommet du mont Deloge dont le sommet atteint 465 m ;
- 14,2 km au nord-est du centre du village de Villebois ;
- 24,3 km au sud de l'embouchure de la rivière Ménard (confluence avec la rivière Wawagosic) ;
- 36,7 km à l'est de la frontière Ontario-Québec ;
- 86,4 km au sud-est de l'embouchure de la rivière Wawagosic (confluence avec la rivière Turgeon).

À partir de sa source, la rivière Ménard coule sur environ 50 km entièrement en zone forestière selon ces segments :
- 9,6 km vers le nord-ouest dans le canton de Lemaire, jusqu'à un ruisseau (venant du sud-ouest) ;
- 6,3 km vers le nord-ouest jusqu'à la limite Sud du canton de Brabazon ;
- 8,5 km dans le canton de Brabazon vers le Nord, puis le nord-est, en formant de nombreux petits serpentins, jusqu'à un ruisseau (venant de l'Ouest) ;
- 2,6 km vers le nord en serpentant, jusqu'à un ruisseau (venant du nord-ouest) ;
- 13,3 km vers le nord-est en serpentant en début de segment, jusqu'à son embouchure[2].

L'embouchure de la « rivière Ménard » qui se déverse sur la rive sud-ouest de la rivière Wawagosic, est situé en zone forestière à :
- 62,3 km au sud-est de l'embouchure de la rivière Wawagosic (confluence avec la rivière Turgeon) ;
- 38,4 km à l'est de la frontière Ontario-Québec ;
- 67,1 km au sud de l'embouchure de la rivière Turgeon (confluence avec la rivière Harricana) ;
- 49,8 km au sud-ouest du centre du village de Joutel.

## Toponymie
Le terme « Ménard » constitue un patronyme de famille d'origine française.
Le toponyme « rivière Ménard » a été officialisé le 5 décembre 1968 à la Commission de toponymie du Québec, soit à la création de cette commission.